# Theodor von Gimborn

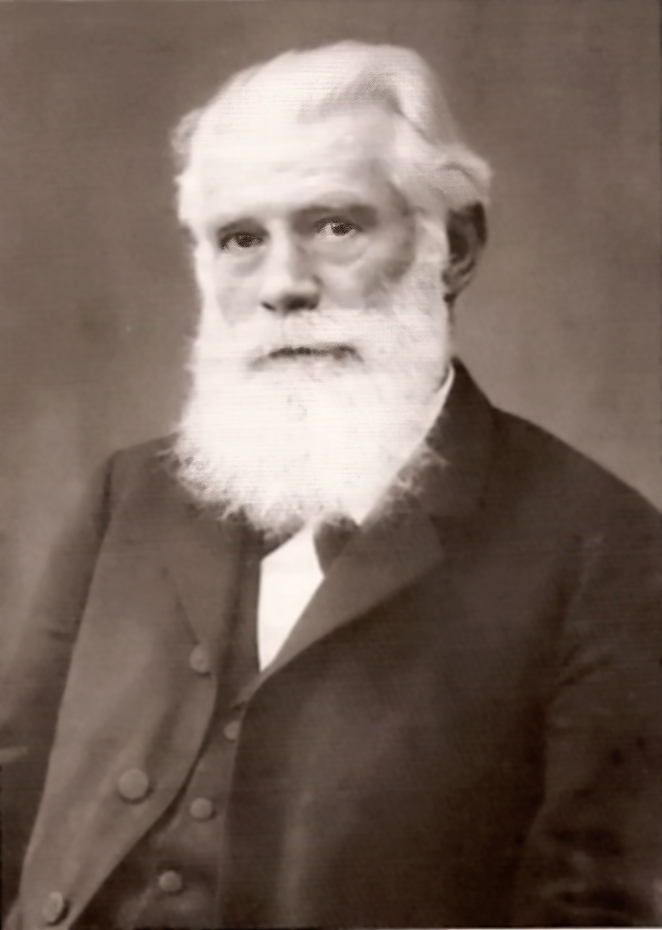
Theodor von Gimborn (vor 1916)

Theodor Reinhardt von Gimborn (* 11. August 1840 in Emmerich; † 14. November 1916 ebenda) war ein deutscher Ingenieur und Industrieller.

## Leben
Theodor von Gimborn entstammte der mindestens seit dem 17. Jahrhundert in Emmerich ansässigen Apothekerfamilie von Gimborn und war der Sohn des Apothekers Theodor Caspar von Gimborn (1801–1879) und der Johanna Hendrina Westhooven (1805–1880). Sein Bruder war der Apotheker und spätere Fabrikant Heinrich von Gimborn (1830–1893). Gimborn absolvierte ein Studium mit Abschluss als Ingenieur, worüber keine Einzelheiten bekannt sind. Es ist jedoch belegt, dass er im Jahr 1860 am Königlichen Gewerbe-Institut seiner Heimatstadt studierte.
Im Jahr 1868 lieferte er die erste von ihm entwickelte Kaffeeröstmaschine an das befreundete Kaffee-Import- und Großhandelsunternehmen Lensing & van Gülpen und gründete noch im selben Jahr mit dessen Inhabern Alex van Gülpen und Johann Heinrich Lensing die „Emmericher Maschinenfabrik & Eisengießerei van Gülpen, Lensing & von Gimborn“, die heutige Probat-Werke von Gimborn Maschinenfabrik GmbH. Betriebszweck war die Herstellung von Röstmaschinen – vorwiegend für Kaffee.
Später fertigte das Unternehmen auch landwirtschaftliche Geräte, Müllerei-Einrichtungen, Dampfmaschinen, hydraulische Pressen, Bohrmaschinen und anderes mehr. Im Jahr 1884 beschäftigte die Fabrik etwa 100 Arbeiter. Die Erfindung des Kugel-Kaffeebrenners, landläufig als „Emmericher Kaffeebrenner“ bezeichnet, wurde am 11. Juni 1887 mit dem Reichspatent-Nr. 43027 geschützt. Im Jahr 1892 meldete Gimborn in Frankreich und England, 1897 in Deutschland Patente für neuartige Kaffeeröstmaschinen an. Er leitete das Unternehmen bis zum Jahr 1913.
Gimborn war mit Karl Marx und Friedrich Engels bekannt.
Theodor von Gimborn heiratete am 6. Juni 1874 in Elten bei Emmerich Antonie van Dreveldt (1854–1947) aus Voorthuizen bei Barneveld (Niederlande), die Tochter des Theodor Carl Ferdinand van Dreveldt und der Caroline Barbara von Weise. Das Ehepaar hatte zwei Töchter und zwei Söhne, darunter der Fabrikant und Firmenerbe Carl von Gimborn.
Theodor von Gimborn war Mitglied im Verein Deutscher Ingenieure (VDI) und im Ruhr-Bezirksverein des VDI.